# Yvonne De Fleuriel
Yvonne De Fleuriel, pseudonimo di Adele Croce (Teano, 7 luglio 1889 – Roma, 9 gennaio 1963), è stata una cantante e attrice italiana di varietà e del cinema muto, molto popolare nel periodo della Belle Époque.

## Biografia
Nacque a Teano, in provincia di Caserta, il 7 luglio 1889, da una famiglia di braccianti. Dopo aver trascorso l'infanzia nella sua cittadina natale, da adolescente venne accolta in un collegio femminile di Napoli, dove probabilmente imparò a cantare.
Lasciò il collegio a diciotto anni ed entrò nel mondo dello spettacolo: debuttò al teatro come «attrice generica» nella compagnia di Eduardo Scarpetta. Poco più che ventenne, conobbe l'attore Nicola Maldacea, il quale la avvicinò al mondo della canzone. Lo stesso Maldacea gli suggerì di assumere lo pseudonimo Yvonne De Fleuriel, e si fece conoscere dal pubblico esibendosi nei più noti caffè-concerto di Napoli, divenendo in poco tempo una delle più famose sciantose italiane.
Fu interprete delle più famose canzoni della tradizione napoletana, gran parte delle quali scritte da Giovanni Capurro, Rocco Galdieri e Gennaro Pasquariello. Tra le più conosciute canzoni della De Fleuriel vi furono Nini e Girala la rota, entrambe del 1908 e scritte da Luigi Mattiello.
Nel 1915 esordì nel cinema con il film 120 H.P. della Napoli Film, e successivamente prese parte ad altri film nel ruolo di protagonista, come ne Il veleno del piacere (1918),  La modella di Tiziano (1921) e Madame l'Ambassadrice (1921).
Con la crisi del cinema italiano degli anni venti si trasferì in Germania, dove ottenne qualche scrittura perlopiù da comparsa. Ritornata negli anni successivi in Italia, caduta in disgrazia, si stabilì a Roma, città  nella quale visse i suoi ultimi anni di vita, caratterizzati da povertà e solitudine. Morì in un modesto appartamento della capitale il 9 gennaio 1963 all'età di 74 anni.

## Filmografia
- 120 H.P., regia di Oreste Gherardini (1915)
- Il trono e la seggiola, regia di Augusto Genina (1918)
- Il veleno del piacere, regia di Gennaro Righelli (1918)
- Tutto!, regia di Eugenio Fontana (1919)
- Madame l'Ambassadrice, regia di Ermanno Geymonat (1921)
- Io sono fatta così!..., regia di Paolo Ambrosio e Alessandro Rosenfeld (1921)
- La modella di Tiziano, regia di Paolo Trinchera (1921)
- La piccola ignota, regia di Guglielmo Zorzi (1923)
- La madre folle, regia di Carmine Gallone (1923)